# Escudo de Bellvey
El escudo de armas de Bellvey es un símbolo del municipio español de Bellvey, oficialmente Bellvei, y se describe, según la terminología precisa de la heráldica, por el siguiente blasón:

«Escudo en losange de ángulos rectos cuartelado en aspa: 1º y 4º de plata; 2º y 3º de gules; resaltando sobre el todo una torre de oro cerrada de gules. Por timbre, una corona mural de pueblo.»

## Diseño
La composición del escudo está formada sobre un fondo en forma de cuadrado apoyado sobre una de sus aristas, llamado escudo de ciudad o escudo embaldosado, según la configuración difundida en Cataluña al haber sido adoptada por la administración en sus especificaciones para el diseño oficial de los municipios de las entidades locales, dividido en cuatro partes en forma de sotuer o aspa. El primer y cuarto cuartel, que en esta partición es el superior y el inferior, son de color rojo vivo (gules) y los otros dos cuarteles, el segundo y tercero, que visualmente son los de los lados, son de color blanco o gris claro (plata, o también llamado argén). En primer plano hay representada una torre encima del todo (brochante sobre el todo o resaltando sobre el todo), de color amarillo vivo (oro) con sus puertas y ventanas de color rojo (cerrado de gules).
El escudo está acompañado en la parte superior de un timbre en forma de corona mural, que es la adoptada por la Generalidad de Cataluña para timbrar genéricamente a los escudos de los municipios. En este caso, se trata de una corona mural de pueblo, que básicamente es un lienzo de muralla amarillo (oro) con puertas y ventanas en negro (cerrado de sable), con cuatro torres almenadas, tres de ellas vistas.

## Historia

Escudo de Armas de Bernat Bellvey. Cuartelado en sotuer: 1º y 4º, de plata; 2º y 3º, de gules..

Este blasón fue aprobado el 27 de agosto de 1990 y publicado en el DOGC n.º 1.340 de 7 de septiembre del mismo año.
El cuartelado en sotuer (o aspa) de gules y argén es el escudo de Bernat de Bellvey, antiguo señor del lugar. La figura de la torre hace alusión a la torre de Tedbert, del siglo XI, que dio origen al pueblo.